# Yuriy Logvinenko
Yuriy Logvinenko (en kazakh : Юрий Логвиненко, Iouri Logvinenko), né le 22 juillet 1988 à Aktioubinsk au Kazakhstan, est un footballeur international kazakh, qui évolue au poste de milieu défensif.

## Biographie

### Carrière en club
Avec les clubs du FK Aktobe et du FK Astana, Yuriy Logvinenko dispute 12 matchs en Ligue des champions, pour un but inscrit, et 23 matchs en Ligue Europa.

### Carrière internationale
Yuriy Logvinenko compte 39 sélections et 4 buts avec l'équipe du Kazakhstan depuis 2008,.
Il est convoqué pour la première fois en équipe du Kazakhstan par le sélectionneur national Arno Pijpers, pour un match amical contre la Russie le 23 mai 2008. Il entre à la 44e minute de la rencontre, à la place d'Ali Aliyev. Le match se solde par une défaite 6-0 des Kazakhs. 
Le 1er juin 2012, il inscrit son premier but en sélection contre le Kirghizistan lors d'un match amical. Le match se solde par une victoire 5-2 des Kazakhs.
Par la suite, le 13 octobre 2014, il inscrit un doublé contre la République tchèque, lors des éliminatoires de l'Euro 2016. Malgré tout, les Kazakhs s'inclinent sur le score de 2-4.

## Statistiques
| Saison                | Club                  | Championnat           | Championnat | Championnat | Coupe(s) nationale(s) | Coupe(s) nationale(s) | Compétition(s) continentale(s) | Compétition(s) continentale(s) | Compétition(s) continentale(s) | Total | Total |
| Saison                | Club                  | Division              | M.          | B.          | M.                    | B.                    | Comp.                          | M.                             | B.                             | M.    | B.    |
| 2006                  | FK Aktobe             | D1                    | 24          | 2           | 2                     | 0                     | C1                             | 1                              | 0                              | 27    | 2     |
| 2007                  | FK Aktobe             | D1                    | 16          | 2           | 4                     | 0                     | C3                             | 2                              | 0                              | 22    | 2     |
| 2008                  | FK Aktobe             | D1                    | 30          | 2           | 6                     | 0                     | C1                             | 2                              | 0                              | 38    | 2     |
| 2009                  | FK Aktobe             | D1                    | 25          | 0           | 6                     | 0                     | C1+C3                          | 4+2                            | 0                              | 37    | 0     |
| 2010                  | FK Aktobe             | D1                    | 10          | 1           | 2                     | 0                     | -                              | -                              | -                              | 12    | 1     |
| 2011                  | FK Aktobe             | D1                    | 28          | 0           | -                     | -                     | C3                             | 4                              | 0                              | 32    | 0     |
| 2012                  | FK Aktobe             | D1                    | 21          | 1           | 4                     | 0                     | C3                             | 4                              | 0                              | 29    | 1     |
| 2013                  | FK Aktobe             | D1                    | 26          | 4           | 4                     | 1                     | C3                             | 6                              | 0                              | 36    | 5     |
| 2014                  | FK Aktobe             | D1                    | 22          | 2           | 4                     | 1                     | C1+C3                          | 2+1                            | 0                              | 29    | 3     |
| 2015                  | FK Aktobe             | D1                    | 27          | 0           | 4                     | 0                     | C3                             | 2                              | 0                              | 33    | 0     |
| Sous-total            | Sous-total            | Sous-total            | 229         | 14          | 36                    | 2                     | -                              | 30                             | 0                              | 295   | 16    |
| 2016                  | FK Astana             | D1                    | 25          | 2           | 3                     | 0                     | C1+C3                          | 4+6                            | 1+0                            | 38    | 3     |
| 2017                  | FK Astana             | D1                    | 29          | 4           | 2                     | 0                     | C1+C3                          | 5+5                            | 0+1                            | 41    | 5     |
| 2018                  | FK Astana             | D1                    | 16          | 1           | -                     | -                     | C3+C1+C3                       | 1+1+2                          | 0                              | 20    | 1     |
| 2019                  | FK Astana             | D1                    | 15          | 3           | 1                     | 0                     | C1+C3                          | 2+10                           | 0+2                            | 28    | 5     |
| 2020                  | FK Astana             | D1                    | 14          | 1           | 1                     | 0                     | -                              | -                              | -                              | 15    | 1     |
| Sous-total            | Sous-total            | Sous-total            | 99          | 11          | 7                     | 0                     | -                              | 36                             | 4                              | 142   | 15    |
| 2020-2021             | Rotor Volgograd       | D1                    | -           | -           | -                     | -                     | -                              | -                              | -                              | 0     | 0     |
| 2021                  | FK Aktobe             | D1                    | 13          | 3           | 5                     | 1                     | -                              | -                              | -                              | 18    | 4     |
| Total sur la carrière | Total sur la carrière | Total sur la carrière | 341         | 28          | 48                    | 3                     | -                              | 66                             | 4                              | 455   | 35    |

## Palmarès
- Avec le FK Aktobe
  - Champion du Kazakhstan en 2007, 2008, 2009 et 2013
  - Vainqueur de la Coupe du Kazakhstan en 2008
  - Vainqueur de la Supercoupe du Kazakhstan en 2008, 2010 et 2014

## Statistiques

### Buts en sélection
Le tableau suivant liste tous les buts inscrits par Yuriy Logvinenko avec l'équipe du Kazakhstan.